# Ronald Royer
Ronald Royer (* 1959 in Los Angeles) ist ein aus den USA stammender kanadischer Cellist, Dirigent und Komponist.

## Leben
Royer begann seine Laufbahn als Cellist der Utah Sinfonie, der Pacific Sinfonie und des Toronto Symphony Orchestra und arbeitete für die Filmindustrie in Los Angeles, wo er Gelegenheit hatte, mit den Filmkomponisten John Williams, James Horner und Henry Mancini zusammenzuarbeiten. 1985 zog er nach Kanada und studierte Komposition an der University of Toronto. Seine Lehrer waren Lothar Klein, Walter Buczynski und Alexander Rapoport. Er unterrichtet an der University of Toronto und ist musikalischer Leiter und Dirigent des Scarborough Philharmonic Orchestra. Als Gastdirigent arbeitete er u. a. mit dem Toronto Studio Orchestra, dem Canadian Opera Company Orchestra, der Niagara Symphony, der Toronto Sinfonietta, der Stratford Symphony, der Mississauga Symphony, der York Symphony, den Canadian Sinfonietta Chamber Players und der Susquehanna Symphony zusammen.
Die Kompositionen Royers wurden von mehr als 60 Orchestern in Kanada, den USA und Europa aufgeführt. Für das Album Romancing Chopin zum 150. Todestag Frédéric Chopins komponierte er die drei Stücke In Memoriam Fryderyk Chopin, Fantaisie-Impromptu und Nocturne. Seine A Short Odyssey für Cello und Klavier nahmen Simon Fryer und Lydia Wong für die CD Music of a Life So Far auf. Das tschechische Bohuslav Martinů Philharmonic Orchestra spielte 2002 die Uraufführung seiner Overture to an Unscripted Movie. Für die Sopranistin Patricia O’Callaghan, den Tenor Colin Ainsworth und die Talisker Players komponierte er 2003 Love’s Labours nach William Shakespeare. Für das Kindertheaterprojekt A Story Teller’s Bag entstand die Schauspielmusik zu The Star and the Lily mit einem Text von Mark Brownell. 2004 komponierte Royer ein Doppelkonzert für den Flötisten Patrick Gallois und die Cellistin Shauna Rolston.
Neben den genannten nahmen Musiker wie die Flötisten Louise DiTullio und Nora Shulman, die Oboistin Sarah Jeffrey, die Klarinettisten Tibi Cziger und Jerome Summers, die Geiger Máté Szűcs, Conrad Chow und Aaron Schwebel, die Cellisten Coenraad Bloemendal und Yves Dharamraj, die Trompeter Brunette Dillon, Barton Woomert und Steven Woomert, der Hornist Gabriel Radford und die Pianisten Alexander Panizza, Aaron Dou und Rachel Kerr Kompositionen Royers auf CD und im Hörfunk auf. Royer ist mit der Klarinettistin Kaye Royer verheiratet.